# Sông Siret
Siret (tiếng Ukraina: Сірет, tiếng Romania: Siret) hay Seret (tiếng Ukraina: Серет), là sông khởi nguồn từ dãy Karpat tại vùng Bắc Bukovina của Ukraina, và chảy về phía nam qua Romania rồi đổ vào sông Danube.

## Mô tả
Sông có chiều dài là 647 km (402 mi),:9 trong đó 559 km (347 mi) thuộc Romania,:9 và diện tích lưu vực sông là 44.811 km2 (17.302 dặm vuông Anh),:6 trong đó 42.890 km2 (16.560 dặm vuông Anh) thuộc Romania.:6 Lưu lượng trung bình của sông là 250 m3/s (8.800 cu ft/s).:15
Ở vùng núi thuộc Ukraina, thung lũng sông có dạng hình chữ V, rộng 0,3 - 2,5 km (gần làng Berehomet); ở vùng chân đồi là thung lũng dạng hình thang, đối xứng, rộng 3,5–5,5 km. Độ dốc của sông là 4,4 m/km.
Dòng chảy Siret hơi uốn lượn, rộng 7–10m và sâu 0,2–0,7m, có nhiều đảo. Tốc độ của dòng chảy thay đổi từ 1,5 đến 2–3 m/s. Lũ lụt vào mùa xuân do tuyết tan, mùa hè có mưa lũ. Tại thời điểm này, chiều rộng sông tăng lên 200 m, độ sâu 2–3 m.
Nguồn nước sông đến từ tuyết và mưa; sông đóng báng từ tháng 12 đến tháng 3. Sông mang theo một lượng trầm tích đáng kể, khoảng 12 triệu tấn mỗi năm. Vùng bờ sông bao gồm các lớp đá cuội, đất sét, mùn và cát. Nhiều đoạn bờ sông được cứng hóa.
Về diện tích của lưu vực thủy văn, Siret là lưu vực lớn nhất ở Romania (với 28.116 km²), chiếm khoảng 17% tổng lượng tài nguyên nước của Romania. Lưu vực sông nằm trên địa bàn của các hạt Suceava (8.554 km²), Botoșani (457 km²), Neamț (5.836 km²), Bacău (6.603 km²) và Iași (850 km²).
Trong lưu vực Seret, có các nhà máy thủy điện (chủ yếu trên sông Bistrița). Bên dưới cửa sông Bârlad, các tàu nhỏ có thể đi lại trên sông Seret. Cách cửa sông không xa, trên sông Danube có cảng Galați (Romania).

## Vị trí

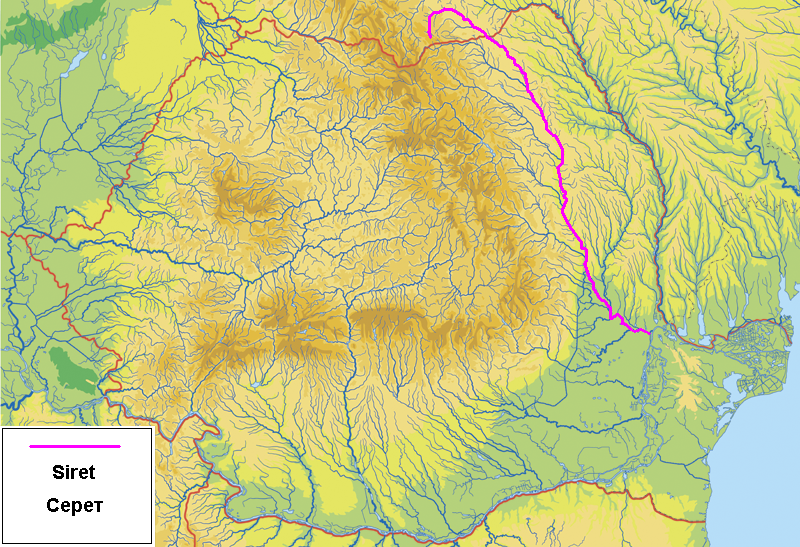
sông Siret trong bản đồ địa hình Romania

Siret bắt nguồn từ đỉnh Magura, khối núi Karpat Pokutsko-Bukovynski (một phần của dãy núi Karpat ở Ukraina) trên độ cao trên 1.200 m, gần làng Dolishnii Shepit (được hình thành khi hai suối Bursuky và Lustun hợp lưu) thuộc tỉnh Chernivtsi. Đầu tiên, sông chảy về phía bắc, sau đó chuyển dần sang đông bắc, đông và đông nam.
Sông đi qua biên giới Ukraina-Romania về phía đông nam của làng Novyi Vovchynets, đi vào phần đông bắc của Romania. Trong đoạn đầu, sông tạo thành biên giới giữa các hạt Suceava và Botoșani, tiếp tục duy trì hướng đông nam. Sông đi qua thành phố Siret, thủ đô cũ của Thân vương quốc Moldavia, sau đó đi qua các thị trấn Grămești, Zvoriștea và Liteni. Gần thành phố Liteni, cách thành phố Suceava khoảng 20 km, sông Suceava chảy vào Siret từ phía hữu ngạn.

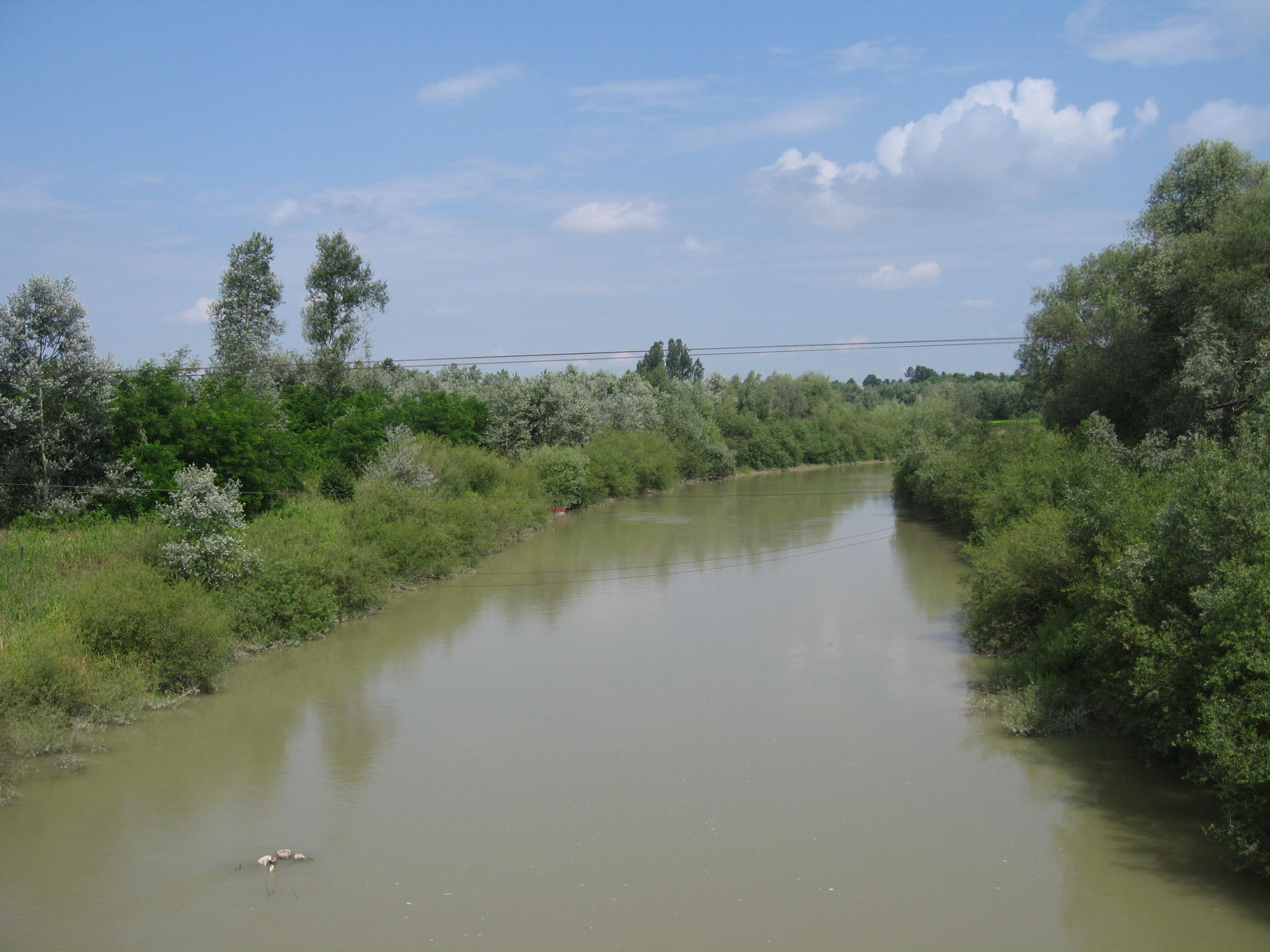
Đoạn đầu nguồn sông Siret tại Romania, Zvoriştea

Sông Siret tiếp tục chảy về phía nam, băng qua các thị trấn Pașcani, Stolniceni-Prăjescu đến Roman và nhận nước của sông Moldova, sau đó tiếp nhận nước của sông Bistrița ở phía hữu ngạn (290 km), khoảng 5 km sau khi nó đi qua thành phố Bacău. Xa hơn về phía hạ lưu, nó đi qua thị trấn Adjud và gần Mărășești. Gần hợp lưu với sông Danube, nó nhận nước của sông Bârlad (289 km) ở tả ngạn và nước của sông Buzău (325 km) ở hữu ngạn. Siret chảy vào sông Danube ở ngoại ô phía nam của thành phố Galați.

## Khu dân cư
Các đô thị và làng nằm dọc theo sông Siret, từ đầu nguồn đến cửa sông: Berehomet, Storozhynets, Siret, Grămești, Zvoriștea, Liteni, Dolhasca, Pașcani, Stolniceni-Prăjescu, Roman, Bacău, Adjud, Mărășești, Galați.

## Phụ lưu

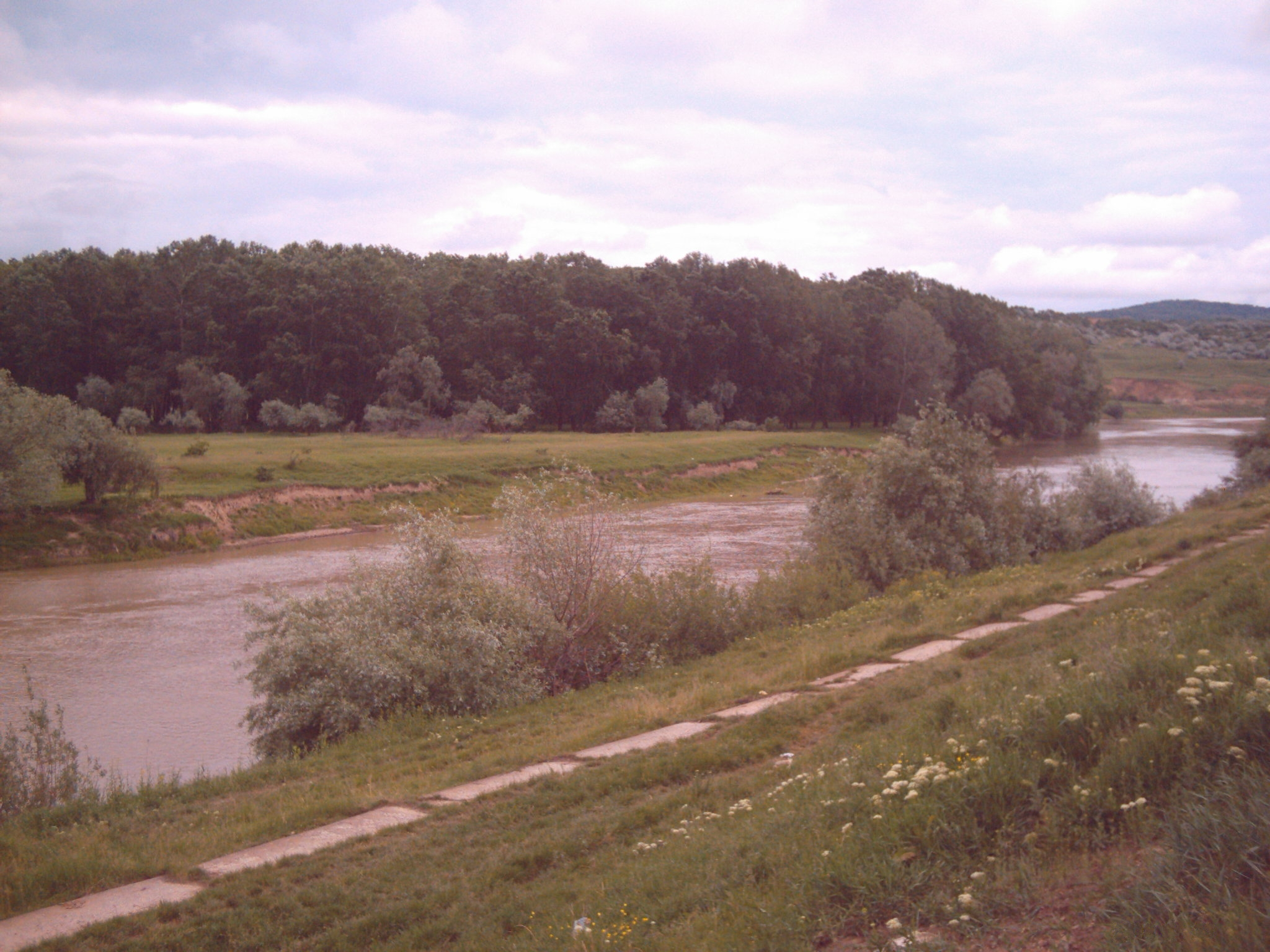
Sông Siret gần Roman.

Lưu vực của Siret chủ yếu được hình thành bởi nước của các sông Bistrița (khoảng 26,8%), Trotuș (khoảng 10%), Moldova (khoảng 12,2%) và Suceava (khoảng 12%). Các sông là phụ lưu của sông Siret, từ đầu nguồn đến cửa sông:
Tả ngạn: Bahna (Mihăileni), Molnița, Bahna (Lozna), Gârla Sirețel, Gârla Huțanilor, Vorona, Pleșul, Turbata, Pietrosul, Sirețel, Stolniceni, Hărmănești, Pârâul Țigăncilor, Mihăili, Boca, Albuia, Rediu, Vulpășești, Pârâul Pietros, Țiganca, Icușești, Glodeni, Râpaș, Moara, Bogdănești, Valea Morii, Ulm, Racova, Tamași, Răcătău, Soci, Fulgeriș, Rogoza, Polocin, Lupa, Bârlad, Călmățui, Geru, Bârlădel, Rusca, Mălina, Cătușa.
Hữu ngạn: Malyi Seret, Găvan, Negostina, Pârâul Mare, Verehia, Baranca, Leahu, Stâncuța, Hănțești, Grigorești, Sălăgeni, Suceava, Șomuzul Mic, Șomuzul Mare, Pârâul lui Pulpa, Trestioara, Conțeasca, Ruja, Sodomeni, Valea Părului, Podul Turcului (Draga), Moldova, Valea Neagră, Turbata, Precista, Bistrița, Bahna, Valea Mare, Cleja (or Tocila), Răcăciuni, Drăgușeni, Scurta, Bolohan, Fântânele, Conțești, Trotuș, Valea Boului, Carecna, Câmpul, Zăbrăuț, Șușița, Gârla Morilor, Putna Seacă, Putna, Leica, Râmnicul Sărat, Buzău.

## Lịch sử
Trong thời cổ đại, sông Siret được gọi là Hierasus (Ιερασός, có nghĩa là Thánh, trong tiếng Hy Lạp cổ đại), cái tên xuất hiện trong "Geographia" của Ptolemy (khoảng năm 87-165).
Trong tác phẩm Descriptio Moldaviae (Mô tả Moldavia), viết bằng tiếng Latinh trong giai đoạn 1714-1716, học giả Dimitrie Cantemir mô tả con sông này như sau: "Và Siret là một con sông tại Moldavia, đến từ biên thùy miền thượng, từ Lehia, nó chảy về phía nam và đổ vào sông Danube qua hai cửa sông, là một con sông rộng và sâu, nhưng bị rừng núi bao bọc tứ phía, có nơi bị chặn vì các khúc cạn, vậy nên cho đến nay một tuyến đường cho tàu thuyền vẫn chưa thể mở được ở mọi nơi."
Trong cuộc đàm phán hòa bình sau Chiến tranh Nga-Thổ 1806-1812 được tổ chức tại Giurgiu vào đầu tháng 11 năm 1811, các đại biểu Nga do Tướng quân Mikhail Illarionovich Kutuzov cử đi yêu cầu chính phủ trung ương Ottoman nhượng lại cả hai thân vương quốc Moldavia và Muntenia mà họ quản lý từ đầu cuộc chiến. Khi người Nga bắt đầu nghi ngờ ý định tấn công Nga của Napoléon, họ cố gắng cắt ngắn cuộc đàm phán bằng cách giảm yêu cầu của họ và để đối phương hiểu rằng họ cũng hài lòng nếu chỉ có Moldavia, hoặc tệ nhất là chỉ lãnh thổ Moldavia giữa sông Prut và Dniester. Yêu cầu sau đó đã được tướng Nga Langeron thông báo tại Rusciuc cho Tể tướng Hurshid Pasha. Tể tướng trả lời rằng "thật đáng xấu hổ khi người Nga, những người thống trị một phần tư địa cầu, đang tranh cãi về một mảnh đất - dải đất giữa Siret và Prut - thậm chí không hữu ích đối với họ". Cuối cùng, người Nga từ bỏ phần đất Moldavia giữa sông Siret và sông Prut, chỉ nhận được Bessarabia (lãnh thổ của Moldavia giữa sông Dniester và sông Prut) thông qua Hiệp định Bucharest (1812).
Một ý tưởng liên quan đến việc điều chỉnh dòng chảy của Siret để khiến cho tàu thuyền xuất hiện trong điều 158 của Quy chế tổ chức (1832), do Nga ban hành, quy định rằng "Siret và Prut (...) phải được dọn quang và tạo tiện lợi hơn cho việc đi thuyền và các kênh thông tin liên lạc, ví như kết hợp Siret với Prut qua sông Bahlui, công trình này sẽ được tư bản thương nghiệp sử dụng rất nhiều".

## Sinh vật

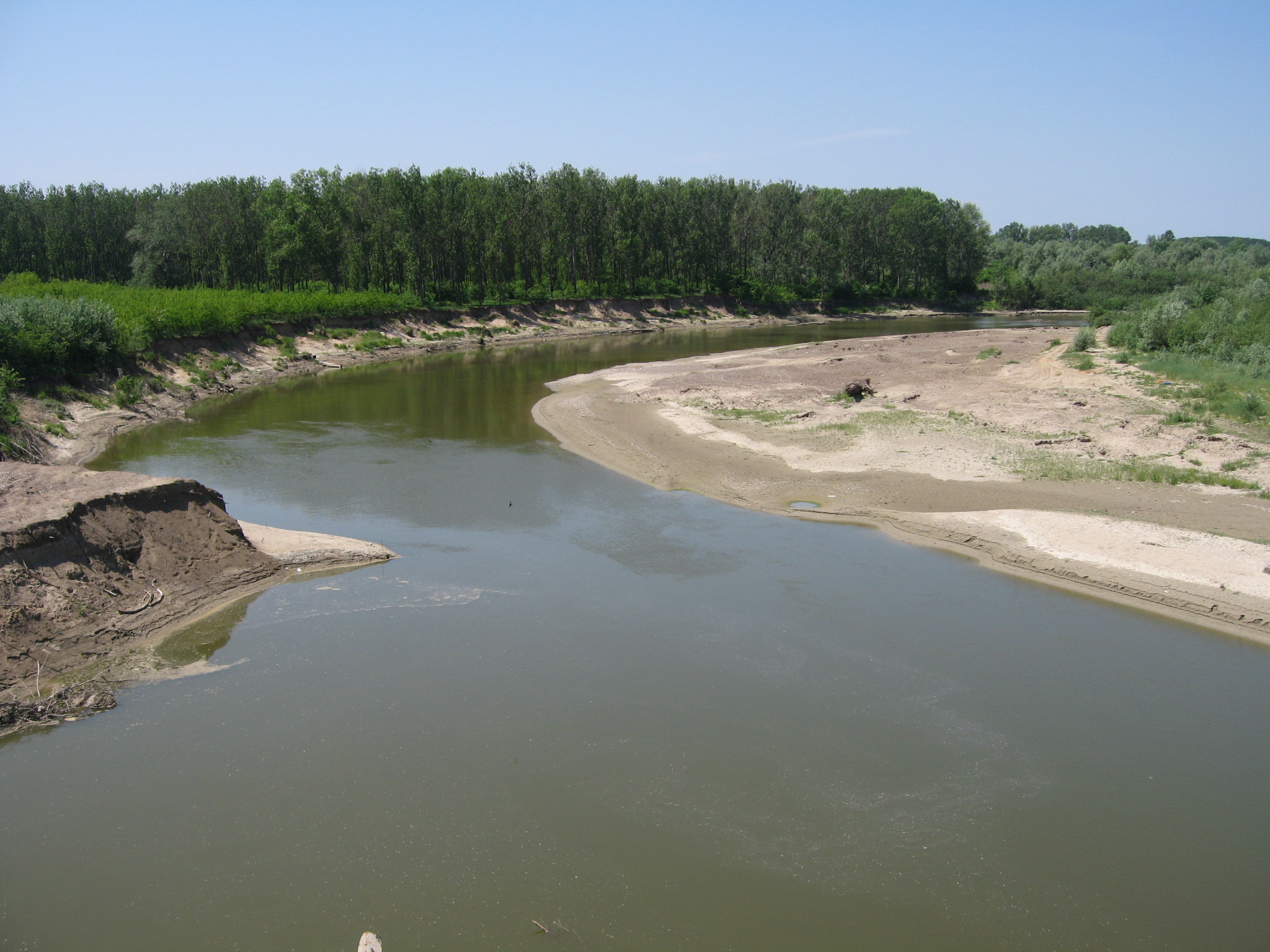
Sông Siret tại Mircești

Trên sông Siret phát hiện được 52 loài cá:
- Abramis ballerus  (Linnaeus, 1758)
- Abramis brama  (Linnaeus, 1758)
- Abramis sapa  (Linnaeus, 1758)
- Acipenser ruthenus  (Linnaeus 1758)
- Alburnoides bipunctatus  (Bloch, 1782)
- Alburnus alburnus  (Linnaeus, 1758)
- Anguilla anguilla  (Linnaeus, 1758)
- Aspius aspius  (Linnaeus, 1758)
- Barbus barbus  (Linnaeus, 1758)
- Barbus petenyi  (Heckel, 1852)
- Blicca bjoerkna  (Linnaeus, 1758)
- Carassius carassius  (Linnaeus 1758)
- Carassius gibelio  (Bloch, 1783)
- Chondrostoma nasus  (Linnaeus, 1758)
- Cobitis danubialis  (Băcescu, 1993)
- Ctenopharyngodon idella  (Valenciennes 1844)
- Cyprinus carpio  (Linnaeus 1758)
- Esox lucius  (Linnaeus 1758)
- Eudontomyzon danfordi  (Regan, 1911)
- Gobio obtusirostris  (Valenciennes, 1844)
- Gymnocephalus cernuus  (Linnaeus, 1758)
- Hypophthalmichthys molitrix  (Valenciennes 1844)
- Hypophthalmichthys nobilis  (Valenciennes 1844) = Novac
- Idus idus  (Linnaeus, 1758)
- Lampetra planeri  (Bloch, 1784)
- Lepomis gibbosus  (Linnaeus, 1758)
- Leucaspius delineatus  (Heckel, 1843)
- Leuciscus leuciscus  (Linnaeus, 1758)
- Lota lota  (Linnaeus, 1758)
- Misgurnus fossilis  (Linnaeus, 1758)
- Neogobius fluviatilis  (Pallas, 1814)
- Orthrias barbatulus  (Linnaeus, 1758)
- Pelecus cultratus  (Linnaeus, 1758)
- Perca fluviatilis  (Linnaeus, 1758)
- Phoxinus phoxinus  (Linnaeus, 1758)
- Proterorhinus marmoratus  (Pallas, 1814)
- Pseudorasbora parva  (Schlegel, 1842)
- Pungitius platygaster  (Kessler, 1859)
- Rhodeus amarus  (Bloch, 1782)
- Romanogobio kessleri  (Dybowski, 1862)
- Romanogobio vladykovi  (Fang, 1943)
- Rutilus carpathorossicus (Vladykov, 1930)
- Sabanejewia balcanica  (Karaman, 1922)
- Sabanejewia vallachica  (Nalbant, 1957)
- Scardinius erythrophthalmus  (Linnaeus, 1758)
- Silurus glanis  (Linnaeus, 1758)
- Squalius cephalus  (Linnaeus, 1758)
- Stizostedion lucioperca  (Linnaeus, 1758)
- Tinca tinca  (Linnaeus, 1758)
- Vimba carinata  (Pallas, 1814)
- Zingel streber  (Siebold (1868)
- Zingel zingel  (Linnaeus, 1758)